# Niue Island Sports Commonwealth Games Association
Niue Island Sports Commonwealth Games Association (català: Associació de Jocs de la Commonwealth d'Esports de l'illa de Niue) és un Comitè Olímpic Nacional no reconegut i membre associat dels Comitès Olímpics Nacionals d'Oceania. L'organització és la federació nacional de tots els esports de Niue i representa el país als Jocs de la Commonwealth, que va fer el seu debut a Manchester el 2002. L'associació també organitza la participació del país als Jocs de la Joventut de la Commonwealth. És signatari de l'Agència Mundial Antidopatge.
Durant els Jocs del Pacífic de 2015, la nació va guanyar una medalla de plata a l'esdeveniment Female Lawn Bowls i a l'esdeveniment Individual Bodybuilding +100kg Masculin.